# Хайде (Гольштейн)
Хайде (нем. Heide; МФА: [ˈhaɪ̯də], произношениео файле) — город в Германии, районный центр, расположен в земле Шлезвиг-Гольштейн.
Входит в состав района Дитмаршен. Население составляет 20 886 человек (на 31 декабря 2010 года). Занимает площадь 31,8938 км². Официальный код — 01 0 51 044.
В городе находится памятник культуры, водонапорная башня, построенная в 1903 году.

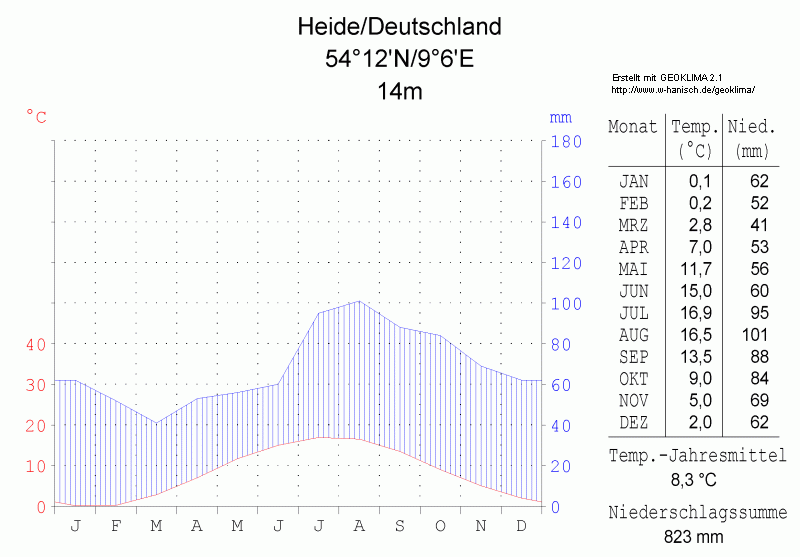
Хайде (Гольштейн)